# Juan Linz
Juan José Linz (ur. 24 grudnia 1926 w Bonn, zm. 1 października 2013) – hiszpański socjolog i politolog, profesor Uniwersytetu Yale i honorowy członek Rady Naukowej w Instituto Carlos III-Juan March. 
Jest najbardziej znany z teorii rozróżniającej totalitaryzm od autorytaryzmu.

## Wybrane publikacje
- Linz, Juan J. Totalitarian and Authoritarian Regimes, Rienner, 2000: 343.
- Linz Juan J. y Alfred Stepan. 1978. The Breakdown of Democratic Regimes. Baltimore: Johns Hopkins University Press.
- Linz, Juan J. 1979. El sistema de partidos en España Madrid : Narcea, D.L.
- Linz, Juan J. et al. 1981. Atlas electoral del País Vasco y Navarra Madrid: Centro de Investigaciones Sociológicas.
- Linz, Juan J. y Francisco Andrés Orizo y Darío Vila Madrid. 1986. Conflicto en Euskadi Espasa-Calpe, D.L.
- Linz, Juan J. 1989. Michels y su contribución a la sociología política México: Fondo de Cultura Económica.
- Linz, Juan J. y Arturo Valenzuela (editores). 1994. The failure of presidential democracy Baltimore: Johns Hopkins University Press.
- Linz, Juan J. y Alfred Stepan. 1996. Problems of democratic transition and consolidation: Southern Europe, South America, and Post-Communist Europe. Baltimore: Johns Hopkins University Press.
- Linz, Juan J. 2000 Totalitarian and Authoritarian Regimes, Rienner.